# Prickly Pear Cays
Prickley Pear Cays zijn twee onbewoonde eilanden in de Caribische Zee die deel uitmaken van Anguilla. Ze liggen ongeveer 10 km ten noordwesten van het hoofdeiland. De eilanden zijn gescheiden door een nauw kanaal. Op het oostelijke eiland bevinden zich twee restaurants. Prickley Pear Cays en het nabijgelegen Seal Island vormen een beschermd natuurgebied.

## Overzicht
Prickley Pear East is ongeveer 1,6 km lang en 400 meter breed. Het heeft een strand aan de kust, een zoutpan, en struikgewas in het midden van het eiland. De restaurants bevinden zich op het oostelijke eiland. Prickley Pear West is ongeveer 1.2 km lang, rotsachtig en verandert regelmatig van vorm. Rond Prickley Pear West liggen koraalriffen, scheepswrakken en onderzeese grotten met een diepte van 12 tot 21 meter. De eilanden kunnen worden bereikt met een charterboot vanaf Sandy Ground.
In de jaren 1980 werd op Prickley Pear East een restaurant gebouwd. In 1995 werd het restaurant verwoest door orkaan Luis, maar het is weer opgebouwd. Een ander gevolg van de orkaan was dat de groene leguaan op de eilanden was aangekomen en de Antillenleguaan begon te verdringen.
De eilanden worden bezocht door de karetschildpad en de soepschildpad die hun eieren leggen op de stranden. Het wordt ook bezocht door roodsnavelkeerkringvogels, bruine pelikanen en witbuikelenia's. Suikerdiefjes en mangrovezangers bevinden zich rond de restaurants, en hebben geleerd suiker uit de handen van de toeristen te eten. In 1993 werden de eilanden beschermd natuurgebied verklaard.
In 2018 waren de bruine ratten uitgeroeid en werden de eilanden ratvrij verklaard.